# Nicolaes de Helt Stockade

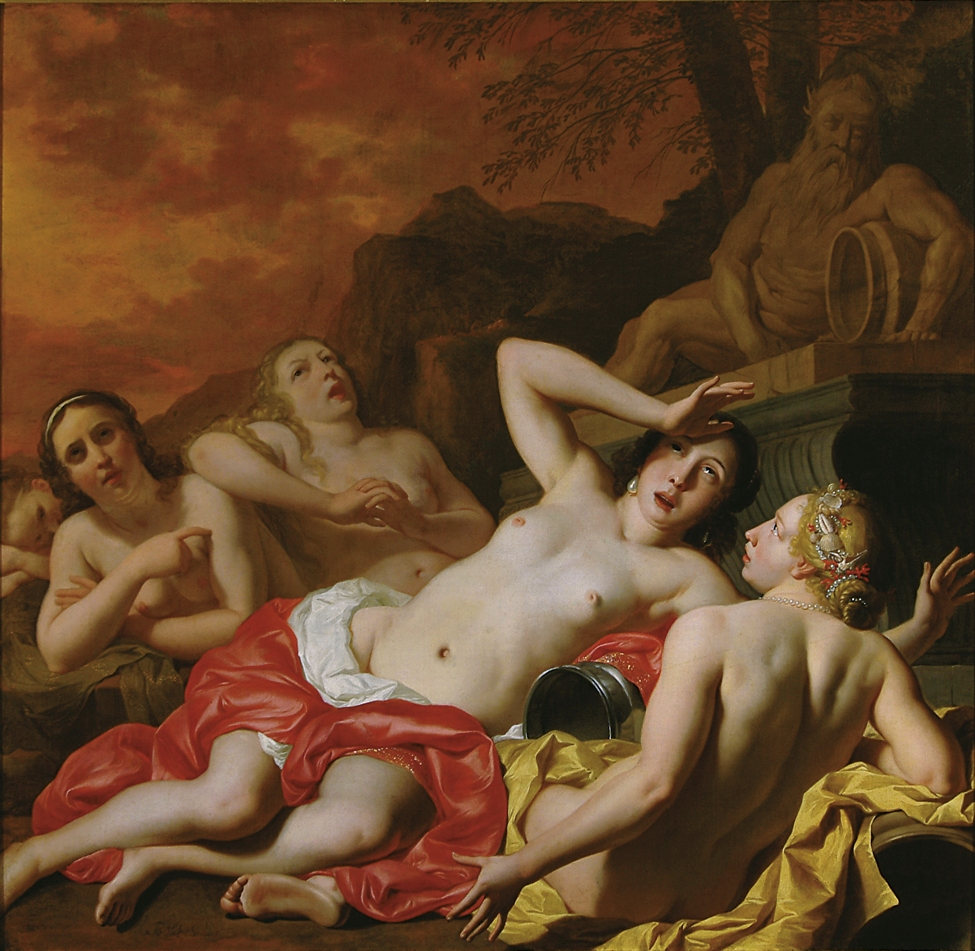
De Heliaden bewenen de dode Phaëton, ca. 1650-60, Frans Halsmuseum, Haarlem

Nicolaes de Helt Stockade (Nijmegen, 1614 - Amsterdam, 26 november 1669) was een Nederlandse schilder van plafond- en historiestukken. Hij was ook tekenaar en etser. Zijn werk is zeldzaam.

## Biografie
Stockade kreeg zijn opleiding in Antwerpen bij een zekere Daniël Rijckaert (over wie weinig bekend is) en werd daar in 1646 meester in het Sint-Lucasgilde. Hij reisde naar Frankrijk, trouwde in Lyon met Johanna Huwart, een Antwerpse, en werd de zwager van Jan Asselijn. In Parijs werkte hij in opdracht van Lodewijk XIII van Frankrijk. Hij verkreeg opdrachten van Christina I van Zweden en Karel II van Engeland.
In 1652 kwam hij naar Amsterdam en nam in 1653/54 deel aan de oprichting van de "Broederschap", in samenwerking met Bartholomeus van der Helst, Thomas Asselijn en Johan Huydecoper van Maarsseveen. Stockade was een van de eersten die een opdracht verkreeg voor de decoratie van het nieuwe stadhuis in Amsterdam.
In 1657 bezocht hij het sterfhuis van Alethea Talbot, de echtgenote van Thomas Howard (1585-1646), waar zich een van de belangrijkste verzamelingen uit de 17e eeuw bevond. In het huis aan de Keizersgracht lagen de schilderijen en tekeningen opgestapeld.
In 1658 tekende hij samen met Willem Strijcker, Ferdinand Bol, Govert Flinck een naakt; daarvoor brachten ze een bezoek aan de notaris.
In 1665 maakte hij een schoorsteenstuk voor het stadhuis op de Dam: Jozef die het graan verdeelt onder het Egyptische volk.
Stockade schilderde plafonds in verschillende ruimten van het Trippenhuis in Amsterdam.
Stockade ligt begraven in de Nieuwe Kerk in Amsterdam.